# Немегт (формація)
43°30′ пн. ш. 101°00′ сх. д. / 43.5° пн. ш. 101° сх. д.
Формація Немегт, або Немегтська свита — геологічна формація у пустелі Гобі на півдні Монголії. Датується пізньою крейдою (~70 млн років тому). Перекриває формацію Барун Гойот. Формація складається з відкладень річкового русла і містить скам'янілості риб, черепах, крокодилів, а також різноманітну фауну динозаврів, у тому числі птахів.

## Опис
Верхні шари складаються з сланців і пісковиків, які відкладалися на території стародавніх озер, струмків та заплав річок. Це каньйон, вирізаний з дуже багатої серії осадових порід зкрутими скелями і вузькими розмивам. Наявність деревини, що скам'яніла, і залишки хвойних порід Araucariaceae свідчать про те, що в маастрихті улоговина Немегт поросла лісами, з високим навісом, утвореним високими хвойними деревами. Обстеження фації скель цього формування передбачає наявність потоків та русла річки, болота та мілководних озер. Відкладення також свідчать про те, що тут існувало багате середовище існування, з великою кількістю різного виду корму, яким харчувалися масивні динозаври крейдового періоду.

## Палеобіота

### Рослини
| Рід                     | Види         | Місцезнаходження       | Стратиграфічна позиція | Матеріал                                          | Примітки | Зображення |
| ----------------------- | ------------ | ---------------------- | ---------------------- | ------------------------------------------------- | -------- | ---------- |
| Araucariaceae indet.    | невизначений | Алтан Уул II, Немегт   |                        | «скам'яніле дерево і стовбури»                    |          |            |
| Monilitheca             | M. minuta    | Улаан Булаг            |                        | «два ізольовані мегаспорофіли та зліпки мегаспор» |          |            |
| Lemnaceae indet.        | невизначений | Цаган Хушу, Улан Булаг |                        | «плоди»                                           | ряска    |            |
| Рдесникоподібна рослина | невизначений | Улаан Булаг            |                        | «пагони і листя»                                  |          |            |

### Безхребетні
| Рід              | Вид                      | Місцезнаходження                                             | Стратиграфічна позиція | Матеріал                                                 | Примітки               | Зображення |
| ---------------- | ------------------------ | ------------------------------------------------------------ | ---------------------- | -------------------------------------------------------- | ---------------------- | ---------- |
| Altanicypris     | A. bispinifera           | Алтан Уул II, Немегт                                         |                        | «повний панцир і ліва клешня.»                           | остракод (ракоподібні) |            |
| Altanicypris     | A. multispina            | Алтан Уул II, Немегт                                         |                        | «дев'ять панцирів і кілька відділених клешень»           | остракод (ракоподібні) |            |
| Altanicypris     | A. szczechurae           | Алтан Уул II, Немегт                                         |                        | «декілька панцирів і відокремлених клешень»              | остракод (ракоподібні) |            |
| Candona          | C. altanulaensis         | Алтан Уул IV, Бугійн Цав, Немегт                             |                        | «декілька панцирів і відокремлених клешень»              | остракод (ракоподібні) |            |
| Candona          | cf. C. fabaeformis       | Алтан Уул II, Немегт                                         |                        | «декілька екземплярів з панцирами та клапанами»          | остракод (ракоподібні) |            |
| Candoniella      | C. altanica              | Алтан Уул IV, Бугійн Цав, Немегт                             |                        | «декілька екземплярів з панцирами та клапанами»          | остракод (ракоподібні) |            |
| Candoniella      | C. mordvilkoi            | Алтан Уул IV                                                 |                        | «три дорослих панцира»                                   | остракод (ракоподібні) |            |
| Cyclocypris      | C. transitoria           | Бугійн Цав, Немегт                                           |                        | «сім дорослих панцирів»                                  | остракод (ракоподібні) |            |
| Cypria           | C. elata                 | Бугійн Цав, Гермійн Цав                                      |                        | «декілька панцирів і клешень»                            | остракод (ракоподібні) |            |
| Cypridopsis?     | C. bugintsavicus         | Алтан Уул IV, Бугійн Цав, Немегт, Цаган Кхушу                |                        | «десять дорослих панцирів»                               | остракод (ракоподібні) |            |
| Cypridopsis?     | невизначений             | Немегт                                                       |                        | «декілька повних панцирів»                               | остракод (ракоподібні) |            |
| Cypris?          | C. ectypa                | Алтан Уул IV, Бугійн Цав, Немегт, Ulan Bulag                 |                        | «повні панцири та кілька відокремлених кл»               | остракод (ракоподібні) |            |
| Cypridea         | cf. C. punctilataeformis | Немегт                                                       |                        | «один дорослий панцир»                                   | остракод (ракоподібні) |            |
| Cypridea         | C. barsboldi             | Алтан Уул IV, Бугійн Цав, Немегт                             |                        | декілька екземплярів з панцирами та клешнями             | остракод (ракоподібні) |            |
| Cypridea         | C. cavernosa             | Алтан Уул IV, Бугійн Цав, Немегт, Nogon Tsav                 |                        | декілька екземплярів з панцирами та клешнями             | остракод (ракоподібні) |            |
| Cypridea         | C. rostrata              | Бугійн Цав, Немегт, Nogon Tsav                               |                        | «карапакс»                                               | остракод (ракоподібні) |            |
| Cypridea         | невизначений             | Алтан Уул II, Немегт                                         |                        | «п'ять ювеніальних панцирів»                             | остракод (ракоподібні) |            |
| Gobiella         | G. prima                 | Алтан Уул II, Немегт                                         |                        | «кілька панцирів і відокремлених клешень»                | остракод (ракоподібні) |            |
| Khandia          | K. stankevitchae         | Алтан Уул II, Немегт                                         |                        | «кілька панцирів і відокремлених клешень»                | остракод (ракоподібні) |            |
| Leiria           | невизначений             | Немегт                                                       |                        | «декілька від'єднаних кл»                                | остракод (ракоподібні) |            |
| Leiria           | невизначений             | Немегт                                                       |                        | «повний панцир»                                          | остракод (ракоподібні) |            |
| Limnocythere sp. | невизначений             | Немегт                                                       |                        | «ювенальний панцир»                                      | остракод (ракоподібні) |            |
| Lycopterocypris? | cf. L. profunda          | Алтан Уул II, Немегт                                         |                        | «декілька повних панцирів і лівий клапан»                | остракод (ракоподібні) |            |
| Mongolianella    | M. palmosa?              | Алтан Уул IV, Бугійн Цав, Немегт                             |                        | «кілька дорослих панцирів»                               | остракод (ракоподібні) |            |
| Mongolocypris    | M. distributa            | Алтан Уул IV, Бугійн Цав, Немегт, Tsagan Khushu              |                        | «Кілька екземплярів із повними панцирами та клапанами»   | остракод (ракоподібні) |            |
| Nemegtia         | N. biformata             | Алтан Уул IV, Бугійн Цав, Немегт, Tsagan Khushu              |                        | «кілька повних панцирів і кілька відокремлених клапанів» | остракод (ракоподібні) |            |
| Nemegtia         | N. obliquecostae         | Алтан Уул II, Немегт                                         |                        | «кілька панцирів і клапанів»                             | остракод (ракоподібні) |            |
| Nemegtia         | N. reticulata            | Алтан Уул IV, Бугійн Цав, Немегт, Nogon Tsav, Tsagan Khushu  |                        | «кілька панцирів і відокремлених клапанів»               | остракод (ракоподібні) |            |
| Paracypridea?    | P. mongolica             | Алтан Уул II, Немегт                                         |                        | «кілька панцирів і відокремлених клапанів»               | остракод (ракоподібні) |            |
| Rhinocypris sp.  | невизначений             | Немегт                                                       |                        | «кілька панцирів»                                        | остракод (ракоподібні) |            |
| Scabriculocypris | S. ingenicus?            | Алтан Уул IV, Бугійн Цав, Naran Bulag, Немегт, Tsagan Khushu |                        | «кілька панцирів і клапанів»                             | остракод (ракоподібні) |            |
| Scabriculocypris | S. rasilis?              | Алтан Уул II, Немегт                                         |                        | «кілька панцирів і відокремлених клапанів»               | остракод (ракоподібні) |            |
| Timiriasevia     | cf. T. miaogouensis      | Алтан Уул II, Немегт                                         |                        | «сім клапанів»                                           | остракод (ракоподібні) |            |
| Timiriasevia     | cf. T. opinabilis        | Алтан Уул IV                                                 |                        | «дорослий панцир»                                        | остракод (ракоподібні) |            |
| Timiriasevia     | T. minuscula             | Алтан Уул IV, Бугійн Цав, Немегт                             |                        | декілька екземплярів з панцирами та клешнями             | остракод (ракоподібні) |            |
| Timiriasevia     | T. naranbulakensis       | Алтан Уул IV, Бугійн Цав, Немегт                             |                        | «чотири панцири і один правий клапан»                    | остракод (ракоподібні) |            |
| Ziziphocypris    | Z. costata               | Алтан Уул IV, Бугійн Цав, Немегт                             |                        | «чотирнадцять панцирів»                                  | остракод (ракоподібні) |            |

### Риби
| Рід                 | Вид          | Місцезнаходження | Стратиграфічна позиція | Матеріал                                                | Примітки | Зображення |
| ------------------- | ------------ | ---------------- | ---------------------- | ------------------------------------------------------- | -------- | ---------- |
| Hiodontidae indet.  | невизначений | Улан Хушу        |                        | «часткові хребці та передщелепна кістка»                |          |            |
| Teleostei indet.    | невизначений |                  |                        | «хребець, знайдений в зразку Raptorex»                  |          |            |
| Osteichthyes indet. | невизначений | Бугійн Цав       |                        | «хребці та лусочки, знайдені в птерозаврі Deinocheirus» |          |            |

### Земноводні
| Рід       | Вид          | Місцезнаходження | Стратиграфічна позиція | Матеріал                 | Примітки                                                         | Зображення |
| --------- | ------------ | ---------------- | ---------------------- | ------------------------ | ---------------------------------------------------------------- | ---------- |
| Altanulia | A. alifanovi | Алтан Уул II     |                        | «часткова верхня щелепа» | жаба з родини повитухових, але класифікація була піддана критиці |            |

### Плазуни

#### Черепахи
| Рід                       | Вид                | Місцезнаходження                                                                             | Стратиграфічна позиція | Матеріал                                             | Примітки                                                        | Зображення |
| ------------------------- | ------------------ | -------------------------------------------------------------------------------------------- | ---------------------- | ---------------------------------------------------- | --------------------------------------------------------------- | ---------- |
| Gobiapalone               | G. breviplastra    | Алак Шанд Худук, Алтан Уул I, Бугійн Цав, Бугійн Цав II, Немегт, Улан Хушу                   |                        | «елементи панциря та тіла з кількох екземплярів»     | трикігтеві черепахи                                             |            |
| Gravemys                  | G. barsboldi       | Бамба Худук, Герміін Мотор, Інгені Хобур, Цаган Хушу                                         |                        | «часткові або повні панцирі»                         | Lindholmemydidae                                                |            |
| Nanhsiungchelyidae indet. | невизначений       | Hermiin Tsav II                                                                              |                        | «фрагмент панциря»                                   | Nanhsiungchelyidae                                              |            |
| Nanhsiungchelyidae indet. | невизначений       | Хурен Цав                                                                                    |                        | «пошкоджений панцир»                                 | Nanhsiungchelyidae                                              |            |
| Nanhsiungchelyidae indet. | невизначений       | Немегт                                                                                       |                        | «частковий пластрон»                                 | Nanhsiungchelyidae                                              |            |
| Mongolemys                | M. elegans         | Bügiin Tsav, Hermiin Tsav, Tsagan Khushu                                                     |                        | «елементи черепа, панцира та тіла з кількох зразків» | Lindholmemydidae                                                |            |
| Mongolochelys             | M. efremovi        | Altan Uul II, Altan Uul III, Bügiin Tsav, Guriliin Tsav, Hermiin Tsav, Nemegt, Tsagan Khushu |                        | «елементи черепа, панцира та тіла з кількох зразків» | Sichuanchelyidae                                                |            |
| Nemegtemys                | N. conflata        | Бугійн Цав, Немегт                                                                           |                        | «часткові елементи пластрона»                        | трикігтеві черепахи                                             |            |
| «Trionyx»                 | «T». gilbentuensis | Гілбенту                                                                                     |                        | «фрагментарний панцир»                               | трикігтеві черепахи                                             |            |
| «Trionyx»                 | «T». gobiensis     | Алтан Уул III, Бамба Худук, Немегт, Цаган Кхушу                                              |                        | «фрагменти панцира»                                  | трикігтеві черепахи                                             |            |
| Trionychidae indet.       | невизначений       | Бамба Худук, Бугійн Цав, Гурілійн Цав, Інгені Хобур                                          |                        | «рештки панциря і тіла»                              | трикігтеві черепахи, спочатку ідентифікований як Amyda menneri. |            |

#### Крокодиломорфи
| Рід          | Вид             | Місцезнаходження              | Стратиграфічна позиція | Матеріал                                                   | Примітки        | Зображення |
| ------------ | --------------- | ----------------------------- | ---------------------- | ---------------------------------------------------------- | --------------- | ---------- |
| Paralligator | P. gradilifrons | Немегт, Ногон Цав, Улан Булаг |                        | «частково завершені черепи з нечисленними елементами тіла» | паралігаторіїд. |            |

#### Птерозаври
| Рід                 | Вид          | Місцезнаходження | Стратиграфічна позиція | Матеріал                    | Примітки     | Зображення |
| ------------------- | ------------ | ---------------- | ---------------------- | --------------------------- | ------------ | ---------- |
| неназваний аждархід | невизначений | Guriliin Tsav    |                        | «фрагментарні шийні хребці» | Azhdarchidae |            |

#### Динозаври
| Рід                | Вид               | Місцезнаходження                                  | Стратиграфічна позиція | Матеріал                                                                                     | Примітки                                                                       | Зображення |
| ------------------ | ----------------- | ------------------------------------------------- | ---------------------- | -------------------------------------------------------------------------------------------- | ------------------------------------------------------------------------------ | ---------- |
| Mononykus          | M. olecranus      | Бугійн Цав                                        |                        | «фрагментарний череп, хребці, кінцівки та фрагментований таз»                                | альваресзаврид                                                                 |            |
| Mononykus cf.      | невизначений      | Алтан Уул III                                     |                        | «хвостові хребці та ліва задня кінцівка»                                                     | альваресзаврид                                                                 |            |
| Nemegtonykus       | N. citus          | Алтан Уул III                                     |                        | «майже повний скелет із двох зразків без черепа»                                             | альваресзаврид                                                                 |            |
| Adasaurus          | A. mongoliensis   | Бугійн Цав                                        |                        | «частковий череп та фрагментарний посткранія з двох екземплярів»                             | дромеозаврид.                                                                  |            |
| Anserimimus        | A. planinychus    | Бугійн Цав                                        |                        | «частковий скелет без черепа»                                                                | орнітомімід.                                                                   |            |
| Deinocheirus       | D. mirificus      | Altan Uul III—IV, Bügiin Tsav                     | Upper Nemegt Beds      | «повний череп з практично повними посткраніальними останками з трьох зразків»                | велетенський дейнохейрід.                                                      |            |
| Gallimimus         | G. bullatus       | [ 29 ]                                            |                        | «декілька зразків із майже повним черепом і посткраніальними елементами»                     | орнітомімід                                                                    |            |
| Avimimus           | A. portentosus    | Шар Цав                                           |                        | «черепна кришка з фрагментарними елементами тіла»                                            | авімімід                                                                       |            |
| Avimimus           | A. nemegtensis    | Немегт                                            |                        | «фрагментований череп з частковим скелетом»                                                  | авімімід                                                                       |            |
| Conchoraptor       | C. gracilis       | Guriliin Tsav                                     |                        | «череп і декілька кінцівок різних особин»                                                    | овірапторид                                                                    |            |
| Elmisaurus         | E. rarus          | Алтан Уул II, Бугійн Цав, Гермійн Цав, Немегт     |                        | «фрагментарний череп і часткові скелети з кількох екземплярів»                               | ценагнатид                                                                     |            |
| Gobiraptor         | G. minutus        | Алтан Уул III                                     |                        | «частковий череп з нижніми щелепами та фрагментованим посткранієм»                           | овірапторид                                                                    |            |
| Nemegtomaia        | N. barsboldi      | Немегт                                            |                        | «декілька екземплярів, включаючи гніздовий екземпляр та яйця»                                | овірапторид                                                                    |            |
| Nomingia           | N. gobiensis      | Бугійн Цав, Немегт                                |                        | «серія хребців з частковими задніми кінцівками та пігостилем»                                | ценагнатид                                                                     |            |
| Oksoko             | O. avarsan        | Бугійн Цав, Гурилійн Цав                          |                        | «декілька пов'язаних скелетів»                                                               | овірапторид                                                                    |            |
| Rinchenia          | R. mongoliensis   | Алтан Уул II                                      |                        | «череп із майже повним скелетом»                                                             | овірапторид.                                                                   |            |
| Therizinosaurus    | T. cheloniformis  | Алтан Уул, Герміїн Цав, Немегт                    |                        | «Елементи передніх і задніх кінцівок з кількох зразків»                                      | теризинозаврид.                                                                |            |
| Borogovia          | B. gracilicrus    | Алтан Уул IV                                      |                        | «часткові задні кінцівки»                                                                    | троодонтид                                                                     |            |
| Tochisaurus        | T. nemegtensis    | Немегт                                            |                        | «ліва плюсна»                                                                                | троодонтид                                                                     |            |
| Zanabazar          | Z. junior         | Бугійн Цав                                        |                        | «череп з фрагментарним посткраніальним скелетом»                                             | троодонтид                                                                     |            |
| Alioramus          | A. remotus        | Ногон Цав                                         |                        | «частковий череп з дуже рідкісними посткраніальними рештками»                                | тиранозаврин                                                                   |            |
| Alioramus          | A. altai          | Цаган Хушу                                        |                        | «Майже повний череп з частковою посткранією»                                                 | тиранозаврин                                                                   |            |
| Bagaraatan         | B. ostromi        | Немегт                                            |                        | «фрагментарна нижня щелепа, задні кінцівки та хвостові хребці»                               | тиранозавроїд                                                                  |            |
| Raptorex           | R. kriegsteni     |                                                   |                        | «майже повний скелет, включаючи череп»                                                       | спірний рід тираннозавридів, який міг бути молодим тарбозавром Tarbosaurus.    |            |
| Tarbosaurus        | T. bataar         | присутній у більшості місцезнаходженнях           |                        | «майже повні скелети кількох зразків»                                                        | великий тиранозаврид, який був основним великим хижаком у цьому районі.        |            |
| «Dyoplosaurus»     | «D». giganteus    | Немегт                                            |                        | низка хвостових хребців, плеснових кісток, фаланг, остеодерм і неописаного часткового хвоста | анкілозаврид                                                                   |            |
| Saichania          | S. chulsanensis   | Алтан Уул IV                                      |                        | Partial vertebrae, tail club, and osteoderms.                                                | анкілозаврид                                                                   |            |
| Tarchia            | T. teresae        | Алтан Уул IV, Hermiin Tsav I                      |                        | череп, нижні щелепи, хребці, хвостова булава та інший неописаний посткраніальний матеріал    | анкілозаврид                                                                   |            |
| Tarchia            | T. tumanovae      | Hermiin Tsav                                      |                        | «частковий скелет із повним черепом»                                                         | анкілозаврид                                                                   |            |
| Barsboldia         | B. sicinskii      | Немегт                                            |                        | «часткові хребці, таз і ребра»                                                               | гадрозаврид                                                                    |            |
| Saurolophus        | S. angustirostris | Presence in most localities                       |                        | «Кілька зразків, включаючи черепи, посткраніальні скелети»                                   | завролофіновий гадрозаврид, який був найпоширенішим гадрозавром у цьому районі |            |
| Homalocephale      | H. calathocercos  | Немегт                                            |                        | «частковий череп і скелет, включаючи задні кінцівки»                                         | пахицефалозавр                                                                 |            |
| Prenocephale       | P. prenes         | Bügiin Tsav, Guriliin Tsav, Nemegt, Tsagan Khushu |                        | «повний череп і частковий посткраніум кількох екземплярів»                                   | пахицефалозавр                                                                 |            |
| Nemegtosaurus      | N. mongoliensis   | Немегт                                            |                        | «черепи та останки тіла від кількох екземплярів»                                             | титанозавр                                                                     |            |
| Opisthocoelicaudia | O. skarzynskii    | Алтан Уул IV                                      |                        | «майже повний скелет без черепа та шийного ряду»                                             | титанозавр                                                                     |            |

### Птахи
| Рід        | Вид               | Місцезнаходження | Стратиграфічна позиція | Матеріал                                        | Примітки             | Зображення |
| ---------- | ----------------- | ---------------- | ---------------------- | ----------------------------------------------- | -------------------- | ---------- |
| Brodavis   | B. mongoliensis   | Бугійн Цав       |                        | «Майже повна ліва цівка»                        | гесперорнітин        |            |
| Gurilynia  | G. nessovi        | Guriliin Tsav    |                        | «ліва дзьобоподібна та часткова плечова кістка» | енанціорнісовий птах |            |
| Judinornis | J. nogontsavensis | Ногон Цав        |                        | «спинний хребець»                               | гесперорнітин        |            |
| Teviornis  | T. gobiensis      | Guriliin Tsav    |                        | «Часткові передні кінцівки»                     | гусеподібні          |            |

### Ссавці
| Рід         | Вид                | Місцезнаходження | Стратиграфічна позиція | Матеріал              | Примітки         | Зображення |
| ----------- | ------------------ | ---------------- | ---------------------- | --------------------- | ---------------- | ---------- |
| Buginbaatar | B. transaltaiensis | Бугійн Цав       |                        | «фрагментарний череп» | багатогорбкозубі |            |